# Große Wettern

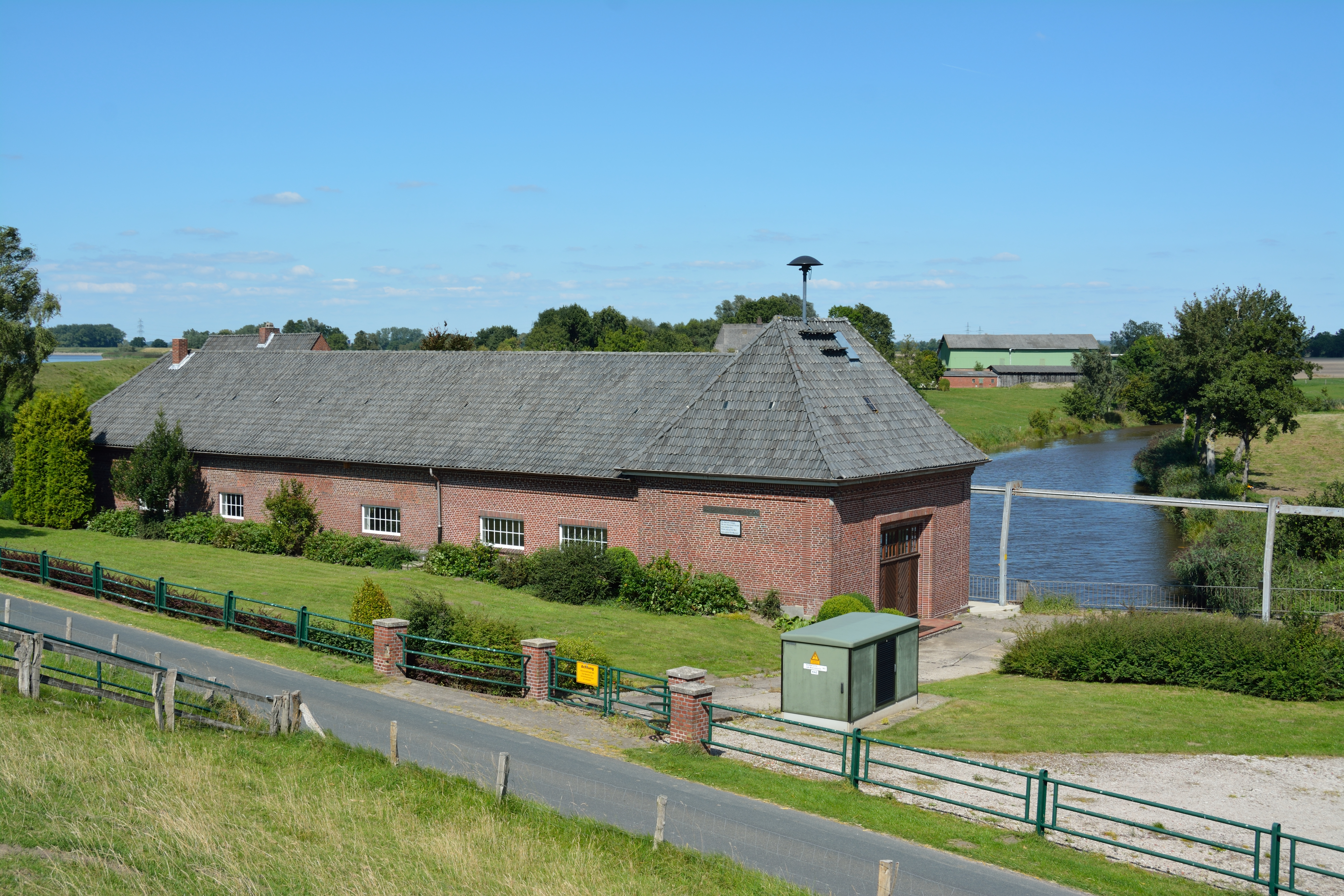
Schöpfwerk Neuenbrook, es entwässert den Neuenbrooker Hauptwetter in die Stör

Die Große Wettern ist eine Wettern, über die ein Teil der Krempermarsch entwässert wird.
Die über 10 km lange Große Wettern entwässert den zwischen der Münsterdorfer Geestinsel im Norden und der Kremper Au im Süden gelegenen Teil der Krempermarsch. Sie weitet sich in ihrem Verlauf schließlich auf etwa 15 bis 20 m Breite und mündet im Norden der Gemeinde Borsfleth über ein Schöpfwerk in die Stör (Lage). Nicht zu verwechseln ist die Große Wettern mit der Großen Feldwettern, die einige Kilometer flussaufwärts ebenfalls in die Stör mündet.